# إريك أيكن
إريك أيكن (بالإنجليزية: Eric Aiken)‏ مواليد 8 أبريل 1980 في أوهايو، الولايات المتحدة، هو ملاكم أمريكي يصنف ضمن فئة وزن الريشة.

## إحصائيات
خاض خلال مسيرته 28 نزالا، فاز في 16 وتعادل في 1 وخسر في 10. فاز بالضربة القاضية في 12 نزالا.

## روابط خارجية
- إريك أيكن على موقع بوكس ريك (الإنجليزية) (registration required)